# حدت بیماری
حدت بیماری یا بیماری‌زایی (به انگلیسی: Pathogenicity) به معنای شدت زهرآگینی یا اثر کشندگی یک موجود بیماریزا (پاتوژن) که بتواند دفاع میزبان را مغلوب کرده و در بدنش مستقر شود.